# 妹尾昌俊
妹尾 昌俊（せのお まさとし、1979年 - ）は、日本の著作家。教育研究家。一般社団法人ライフ＆ワーク代表理事。大阪キリスト教学院教育テック総研　副所長・客員教授。

## 概要
徳島県出身。徳島県立脇町高等学校、大阪大学を卒業した。大学卒業後、京都大学大学院法学研究科行政学専攻に進学し、2004年に修了した。
修了後は、野村総合研究所での勤務を経て2016年に独立した。独立後は、全国各地で学校や教育委員会向けの研修・講演などを手がけており、文部科学省より学校業務改善アドバイザーを委嘱され、中央教育審議会『学校における働き方改革特別部会』の委員を務め、スポーツ庁や文化庁の部活動ガイドライン作成検討会議委員や文科省・校務の情報化の在り方に関する専門家会議委員などを歴任する。

## 主な著書
- 『校長先生、教頭先生、そのお悩み解決できます! 』（教育開発研究所）　ISBN　 978-4865605761
- 『教師と学校の失敗学―なぜ変化に対応できないのか』（ＰＨＰ新書）　ISBN　9784569849430
- 『教師崩壊―先生の数が足りない、質も危ない』（ＰＨＰ新書）　ISBN　9784569846859
- 『学校事務“プロフェッショナル”の仕事術』（学事出版）　ISBN　9784761925703
- 『変わる学校、変わらない学校―学校マネジメントの成功と失敗の分かれ道』（学事出版）　ISBN　9784761921637
- 『「先生が忙しすぎる」をあきらめない―半径３ｍからの本気の学校改善』（教育開発研究所）　ISBN　9784873804897
- 『学校をおもしろくする思考法 - 卓越した企業の失敗と成功に学ぶ』（学事出版）　ISBN　9784761925659
- 『こうすれば、学校は変わる！「忙しいのは当たり前」への挑戦』（教育開発研究所）　ISBN　9784865605167